# Тама (окръг, Айова)
Окръг Тама (на английски: Tama County) е окръг в щата Айова, Съединени американски щати. Площта му е 1870 km², а населението - 18 103 души (2000). Административен център е град Толидо.